# Foramen nasal
Le foramen nasal est un orifice se trouvant au milieu de l'os nasal, et permettant le passage d'une petite veine.
En 1869, il est décrit dès l'âge fœtal de 10 semaines comme un « large orifice autour duquel l'ossification du crâne débute » chez l'Homme.
Cependant, son rôle et sa position sont différents en fonction des espèces animales,,.